# غلين بالمر
غلين بالمر (بالإنجليزية: Glenn Palmer)‏ هو راكب الكنو بريطاني، ولد في 17 مارس 1945.

## وصلات خارجية
- غلين بالمر على موقع أوليمبيديا (الإنجليزية)
- غلين بالمر على موقع اللجنة الأولمبية البريطانية (الإنجليزية)